# Autin
Autí (en francès Auty) és un municipi francès situat al departament de Tarn i Garona i a la regió d'Occitània.

## Demografia
| Evolució de la població |      |      |      |      |      |      |      |      |
| 1793                    | 1800 | 1806 | 1821 | 1831 | 1836 | 1841 | 1846 | 1851 |
| -                       | -    | -    | 209  | 486  | 459  | 445  | 407  | 401  |

| 1856 | 1861 | 1866 | 1872 | 1876 | 1881 | 1886 | 1891 | 1896 |
| ---- | ---- | ---- | ---- | ---- | ---- | ---- | ---- | ---- |
| 388  | 374  | 384  | 380  | -    | -    | -    | -    | -    |

| 1901 | 1906 | 1911 | 1921 | 1926 | 1931 | 1936 | 1946 | 1954 |
| ---- | ---- | ---- | ---- | ---- | ---- | ---- | ---- | ---- |
| -    | 311  | 259  | 209  | 221  | 221  | 210  | 194  | 203  |

| 1962 | 1968 | 1975 | 1982 | 1990 | 1999 | 2006 | 2011 | 2016 |
| ---- | ---- | ---- | ---- | ---- | ---- | ---- | ---- | ---- |
| 189  | 183  | 129  | 150  | 148  | 122  | -    | -    | -    |

| 2019 | - | - | - | - | - | - | - | - |
| ---- | - | - | - | - | - | - | - | - |
| -    | - | - | - | - | - | - | - | - |

## Administració
| Període   | Identitat          | Partit |
| --------- | ------------------ | ------ |
| 1915-1935 | François Derramond |        |
| 1935-1952 | Henri Chatin       |        |
| 1953-1977 | Marcelin Craïs     |        |
| 1977-1995 | Michel Grillat     |        |
| 1995-1998 | Lucien Craïs       |        |
| 1998-2008 | Dominique Issolan  |        |
| 2008-     | Gérard Craïs       |        |

## Galeria d'imatges

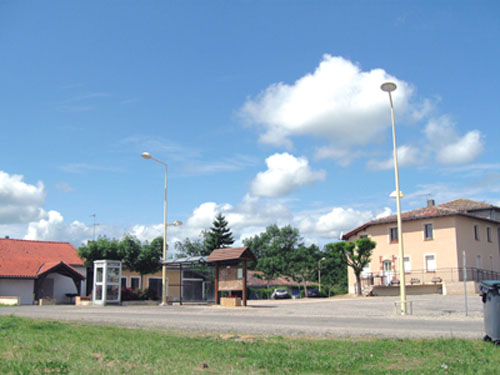
Plaça de la vila
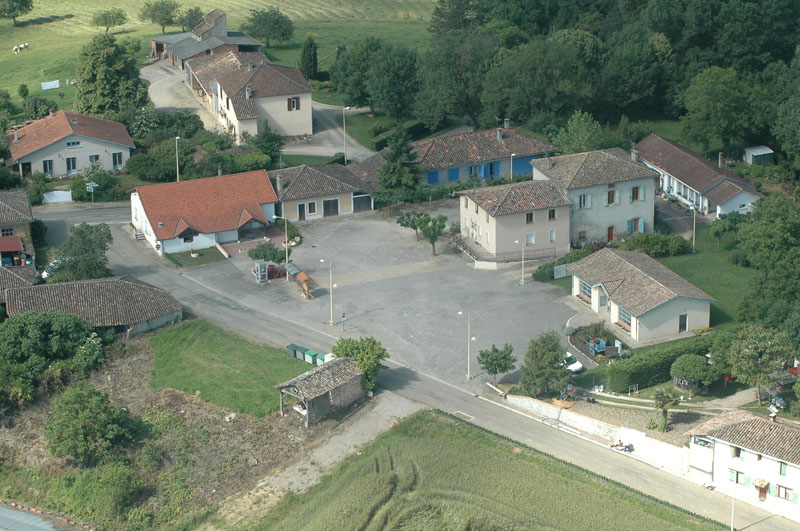
El municipi
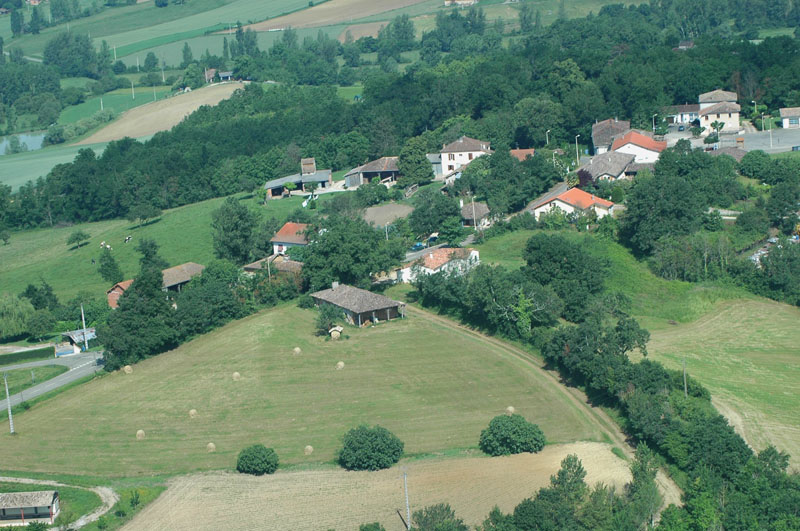
Costat sud
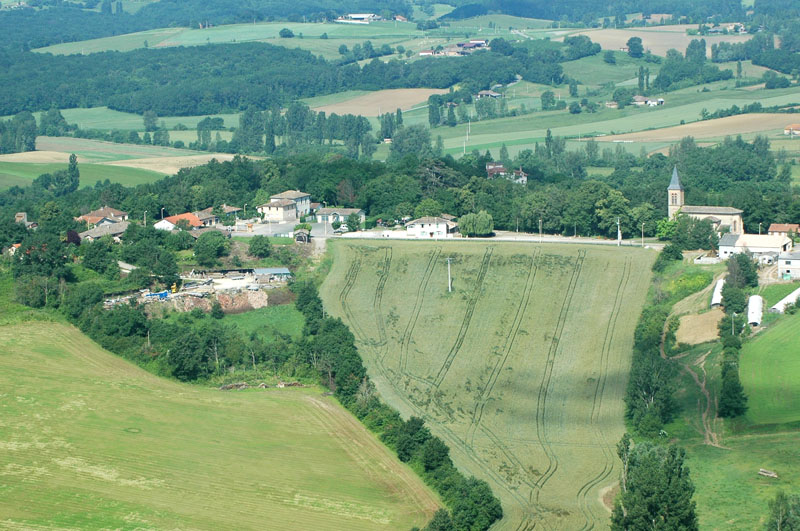
Costat nord